# ハシリドコロ
ハシリドコロ（走野老・莨菪、学名: Scopolia japonica）は、ナス科ハシリドコロ属の草本。別名、サワナス、オメキグサ、キチガイイモ、キチガイナスビ、オニヒルグサヤ。和名は、食べると錯乱して走り回ること、また、根茎がトコロ（野老）に似ていることから命名された。

## 特徴
日本の本州（主に岩手・秋田県以南）から四国・九州にかけて分布する多年草である。沢沿いの水辺、山間の日陰などの湿った木陰に群生する。
多年生の草本。早春に葉に包まれた新芽を出し、全長は30 - 60センチメートル (cm) 程度に成長する。全体に毛がなく、根茎が太いのが特徴である。茎葉はやわらかい。
花期は春（4 - 5月）。若葉が開くと同時に花芽が出て、釣鐘状の暗紫紅色の花を下向きに咲かせる。花の中は黄色い。果実は約1㎝で、薄緑色の歪んだ球形。熟すると上部が蓋状に外れて種子を放出する。7月頃に地上部が枯れるため、夏から冬までは見ることができない典型的な春植物である。
早春に生える新芽がフキノトウに似ており、誤食による食中毒の危険がある。

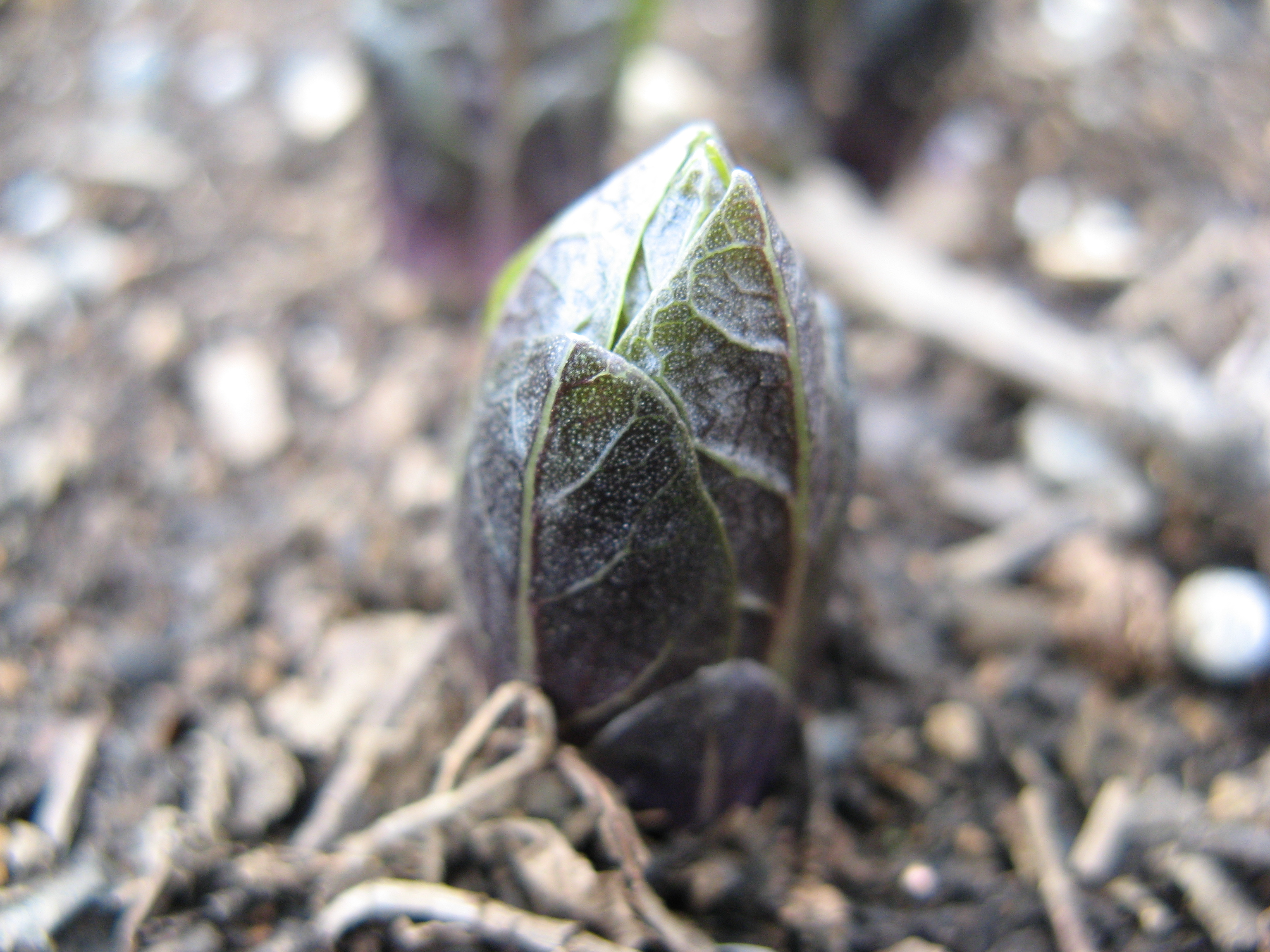
ハシリドコロの幼芽1
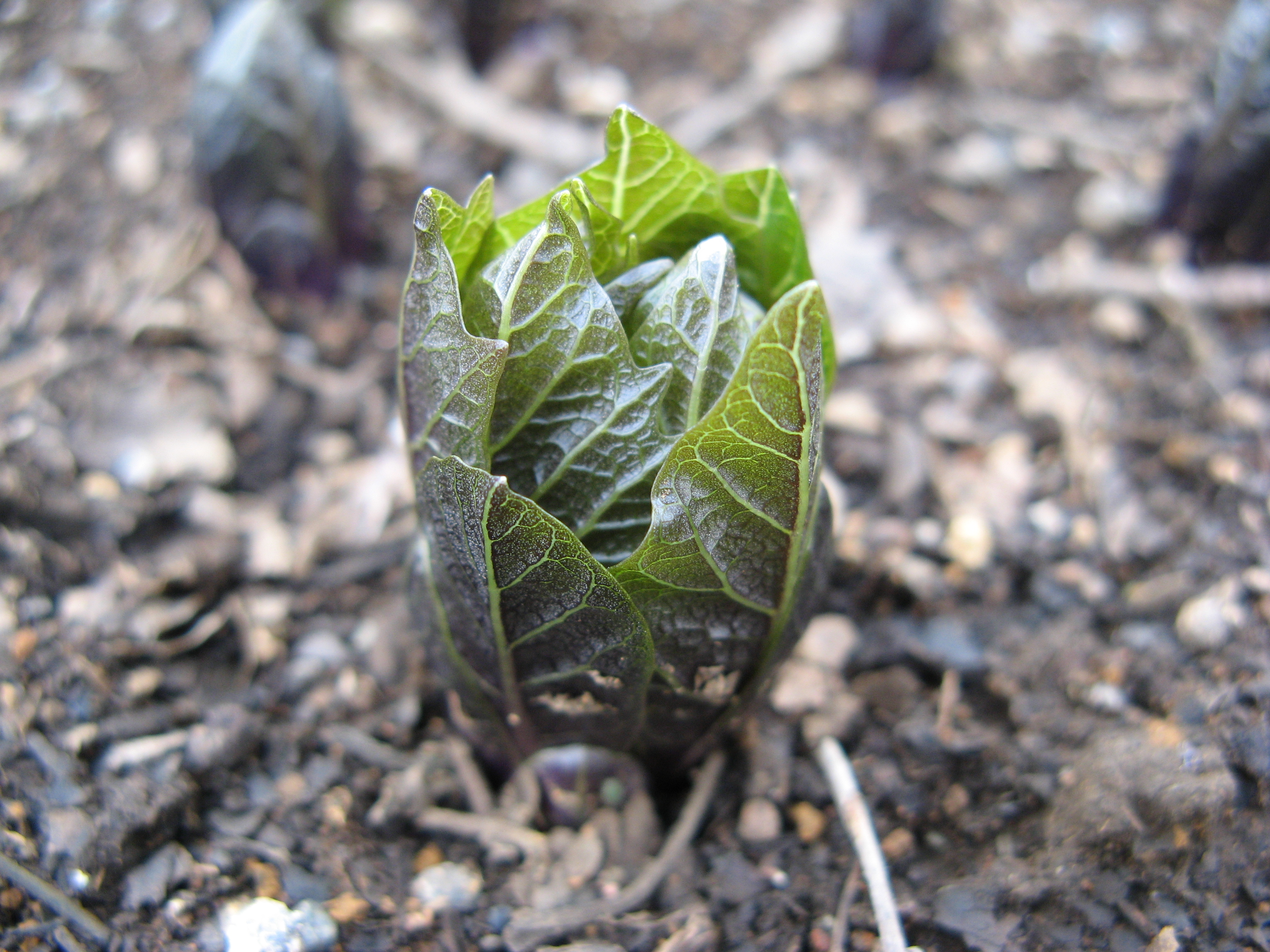
ハシリドコロの幼芽2
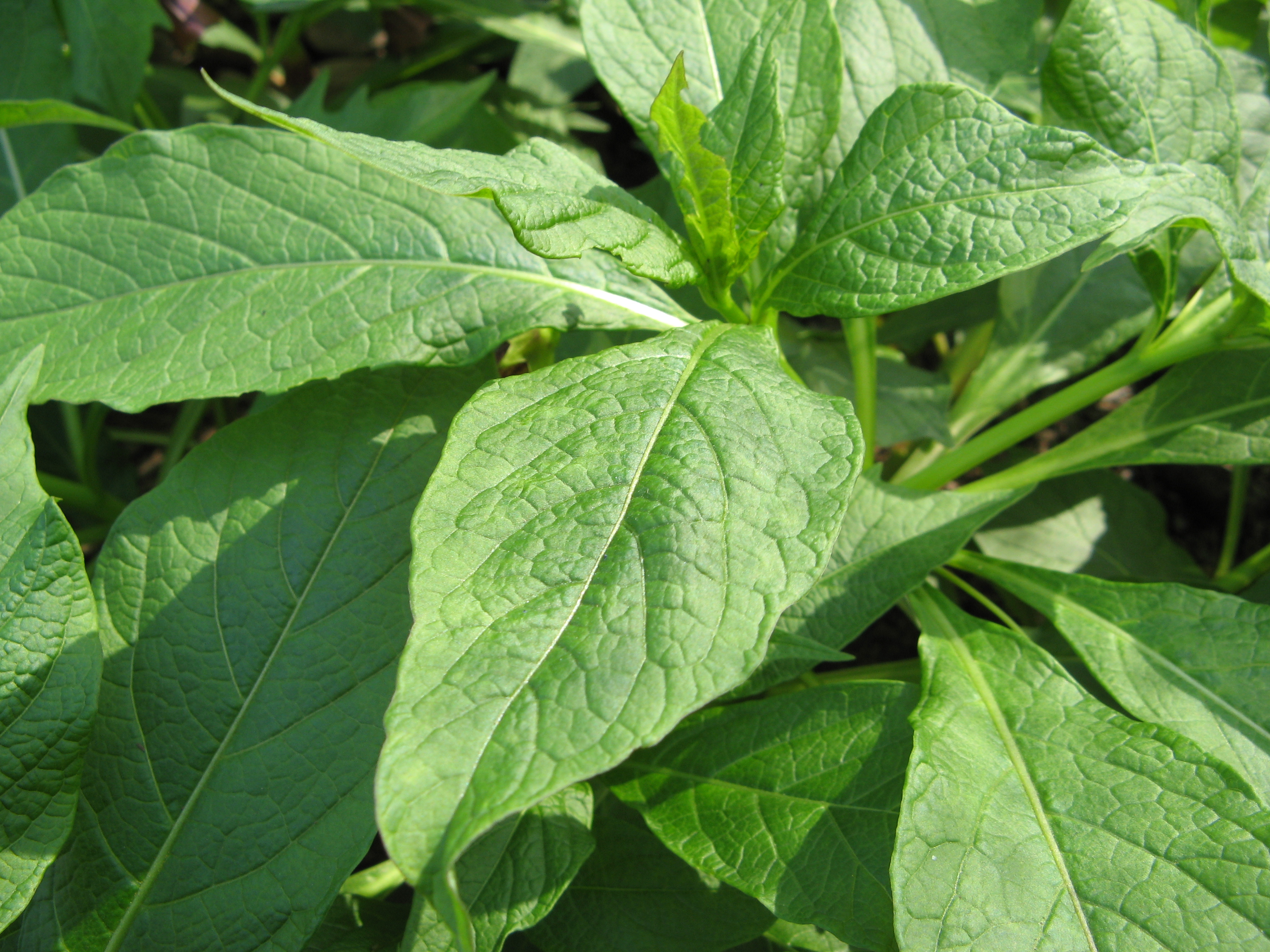
ハシリドコロの葉

## 毒性と利用
アルカロイド類のトロパンアルカロイドを主な毒成分とする有毒植物で、全草に毒があり、根茎と根は特に毒性が強い。誤食すると幻覚症状を起こして錯乱状態になり、嘔吐、下痢、血便、瞳孔散大、めまい、異常興奮などで、それが数日間続いて走り回って苦しみ、多食すると呼吸困難から死に至る場合がある。これは、同じナス科のベラドンナなどと同様の症状である。また、ハシリドコロに触った手で目をこすると瞳孔が開き、眩しく感じられる。
ハシリドコロのトロパンアルカロイドの成分は、l-ヒヨスチアミンやそのラセミ体であるアトロピン（dl-ヒヨスチアミン）、他にノルヒヨスチアミン、l-スコポラミンなどが含まれる。これらの物質は副交感神経を麻痺させるため、先述のような症状がおこるのである。

### 利用

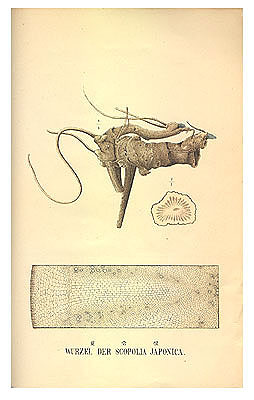
ロートコン

日本では、江戸時代にフィリップ・フランツ・フォン・シーボルトが薬効に気付いたのが契機となり、以降ベラドンナの代用品として用いられている。
専門家が所定の用法・用量で使用すれば有用であり、成分の強い根茎と根を乾燥させたものは、ロートコン（莨菪根、Scopoliae Rhizoma）と呼ばれる。ロートコンは消化液分泌抑制作用や鎮痛鎮痙作用などがあり、日本薬局方にも収められている。ロートコンに含まれるアトロピンは硫酸アトロピンの原料になり、ロートコンの成分を水またはエタノールに浸出させたものはロートエキスと呼ばれる。ロートエキスは、胃病の薬として利用される。

## 間違えやすい山菜
春に山菜採りをする人は、特に注意を要する植物である。早春に土から顔を出す新芽はハンゴンソウ、フキノトウ、オオバギボウシと間違えられやすく、誤食による食中毒の危険がある。

## 参考書籍
- 金田初代、金田洋一郎（写真）『ひと目でわかる! おいしい「山菜・野草」の見分け方・食べ方』PHP研究所、2010年9月24日、185頁。ISBN 978-4-569-79145-6。
- 永田芳男『春の野草』山と渓谷社〈新装版山渓フィールドブックス9〉、2006年11月10日、63頁。ISBN 4-635-06066-7。

- 和田浩志・寺林進・近藤健児編集（旧版監修：三橋博）『原色牧野和漢薬草大図鑑』北隆館、ISBN 483260810X
- 木原浩『新装版山渓フィールドブックス (14) 山菜』山と渓谷社、ISBN 4635060713